# Most bohaterów Sokołowa
Most bohaterów Sokołowa w Karwinie-Darków (znany również jako Darkowski Most) to żelbetowy most drogowy przeprowadzony przez rzekę Olzę.  Most został uznany jako zabytek kultury Republiki Czeskiej.

## Historia
Most został zbudowany w miejscu, gdzie najpierw znajdował się bród, a później do 1924 roku drewniany most. Wykopanie fundamentów rozpoczęło się 15 września 1924 roku, a budowę przekazano do użytku 5 listopada 1925 roku. W tym czasie obiekt ten nazywał się Mostem T.G. Masaryka. Autorem projektu był wiedeński architekt Franz Raabe. Do jego budowy użył tzw. belki Vierendeela, której wynalazcą był belgijski inżynier Arthur Vierendeel. Do znacznego uszkodzenia mostu doszło w 1997 roku, kiedy rzeka Olza w trakcie powodzi zalała most. Przebudowa mostu została zrealizowana w 2003 i 2004 roku. Most został podniesiony o 2 metry, żeby woda nie mogła go ponownie uszkodzić. Rekonstrukcja została przeprowadzona gruntownie, a most, po którym kiedyś przejeżdżały samochody, został przeznaczony dla pieszych i rowerzystów. Obecnie stanowi atrakcyjny element Żelaznego Szlaku Rowerowego. 

## Opis
Żelbetowy łukowy most drogowy z elementami neobarokowymi. Na dwóch podłużnych łukach zawieszony jest pomost mostu. Do budowy użyto lekkiej żelbetowej belki Vierendeela w górnym łuku. Most jest wzmocniony poprzecznie trójką potrójnych poziomych prętów, połączonych pionowym prętem środkowym.
Wysokość mostu wynosi 6,25 metra, ma długość 55,8 metra, a szerokość mostu to 5,6 metra.

## Złota moneta
W 2014 roku został uwieczniony na złotej monecie wydanej poprzez Czeski Bank Narodowy na podstawie zwycięskiej propozycji konkursowej Asamata Baltaeva, studenta Wyższej Szkoły Zawodowej w Jabloncu nad Nisą, w ramach wydawania monet upamiętniających ważne i interesujące mostów w Czechach.